# *NSYNC/Diskografie
Diese Diskografie ist eine Übersicht über die musikalischen Werke der US-amerikanischen Boygroup *NSYNC. Den Quellenangaben und Schallplattenauszeichnungen zufolge hat sie bisher mehr als 50,7 Millionen Tonträger verkauft, davon alleine in ihrer Heimat über 40,2 Millionen. Ihre erfolgreichste Veröffentlichung ist das zweite Studioalbum No Strings Attached mit über 16,2 Millionen verkauften Einheiten.

## Alben

### Studioalben
| Jahr | Titel Musiklabel                         | Höchstplatzierung, Gesamtwochen, AuszeichnungChartplatzierungen (Jahr, Titel, Musiklabel, Platzierungen, Wochen, Auszeichnungen, Anmerkungen) | Höchstplatzierung, Gesamtwochen, AuszeichnungChartplatzierungen (Jahr, Titel, Musiklabel, Platzierungen, Wochen, Auszeichnungen, Anmerkungen) | Höchstplatzierung, Gesamtwochen, AuszeichnungChartplatzierungen (Jahr, Titel, Musiklabel, Platzierungen, Wochen, Auszeichnungen, Anmerkungen) | Höchstplatzierung, Gesamtwochen, AuszeichnungChartplatzierungen (Jahr, Titel, Musiklabel, Platzierungen, Wochen, Auszeichnungen, Anmerkungen) | Höchstplatzierung, Gesamtwochen, AuszeichnungChartplatzierungen (Jahr, Titel, Musiklabel, Platzierungen, Wochen, Auszeichnungen, Anmerkungen) | Anmerkungen                                                |
| Jahr | Titel Musiklabel                         | DE | AT | CH | UK | US | Anmerkungen                                                |
| ---- | ---------------------------------------- | --- | --- | --- | --- | --- | ---------------------------------------------------------- |
| 1997 | *NSYNC Trans Continental (Zomba)         | DE1 Gold · (24 Wo.)DE | AT2 Gold · (14 Wo.)AT | CH5 Gold · (14 Wo.)CH | UK30 Silber · (3 Wo.)UK | US2 Diamant · (109 Wo.)US | Erstveröffentlichung: 26. Mai 1997 Verkäufe: + 10.860.000  |
| 2000 | No Strings Attached Jive Records (Zomba) | DE7 Gold · (31 Wo.)DE | AT16 (6 Wo.)AT | CH7 (14 Wo.)CH | UK14 Gold · (30 Wo.)UK | US1 ×2Diamant + Doppelplatin · (82 Wo.)US | Erstveröffentlichung: 21. März 2000 Verkäufe: + 16.200.000 |
| 2001 | Celebrity Jive Records (Zomba)           | DE5 (5 Wo.)DE | AT24 (4 Wo.)AT | CH14 (7 Wo.)CH | UK12 Gold · (9 Wo.)UK | US1 ×5Fünffachplatin · (43 Wo.)US | Erstveröffentlichung: 24. Juli 2001 Verkäufe: + 5.885.000  |

### Kompilationen
| Jahr | Titel Musiklabel                                            | Höchstplatzierung, Gesamtwochen, AuszeichnungChartplatzierungen (Jahr, Titel, Musiklabel, Platzierungen, Wochen, Auszeichnungen, Anmerkungen) | Höchstplatzierung, Gesamtwochen, AuszeichnungChartplatzierungen (Jahr, Titel, Musiklabel, Platzierungen, Wochen, Auszeichnungen, Anmerkungen) | Höchstplatzierung, Gesamtwochen, AuszeichnungChartplatzierungen (Jahr, Titel, Musiklabel, Platzierungen, Wochen, Auszeichnungen, Anmerkungen) | Höchstplatzierung, Gesamtwochen, AuszeichnungChartplatzierungen (Jahr, Titel, Musiklabel, Platzierungen, Wochen, Auszeichnungen, Anmerkungen) | Höchstplatzierung, Gesamtwochen, AuszeichnungChartplatzierungen (Jahr, Titel, Musiklabel, Platzierungen, Wochen, Auszeichnungen, Anmerkungen) | Anmerkungen                                                |
| Jahr | Titel Musiklabel                                            | DE | AT | CH | UK | US | Anmerkungen                                                |
| ---- | ----------------------------------------------------------- | --- | --- | --- | --- | --- | ---------------------------------------------------------- |
| 1998 | The Winter Album Trans Continental (BMG)                    | DE31 (4 Wo.)DE | — | — | — | — | Erstveröffentlichung: 16. November 1998                    |
| 2005 | Greatest Hits Jive Records (Zomba)                          | — | — | — | UK96 Gold · (1 Wo.)UK | US47 (13 Wo.)US | Erstveröffentlichung: 25. Oktober 2005 Verkäufe: + 100.000 |
| 2010 | The Collection Camden Reecords (Sony)                       | — | — | — | — | — | Erstveröffentlichung: 25. Januar 2010                      |
| 2014 | The Essential *NSYNC Legacy Recordings • RCA Records (Sony) | — | — | — | UK— SilberUK | US25 (2 Wo.)US | Erstveröffentlichung: 29. Juli 2014 Verkäufe: + 60.000     |

### Weihnachtsalben
| Jahr | Titel Musiklabel                                                                | Höchstplatzierung, Gesamtwochen, AuszeichnungChartplatzierungen (Jahr, Titel, Musiklabel, Platzierungen, Wochen, Auszeichnungen, Anmerkungen) | Höchstplatzierung, Gesamtwochen, AuszeichnungChartplatzierungen (Jahr, Titel, Musiklabel, Platzierungen, Wochen, Auszeichnungen, Anmerkungen) | Höchstplatzierung, Gesamtwochen, AuszeichnungChartplatzierungen (Jahr, Titel, Musiklabel, Platzierungen, Wochen, Auszeichnungen, Anmerkungen) | Höchstplatzierung, Gesamtwochen, AuszeichnungChartplatzierungen (Jahr, Titel, Musiklabel, Platzierungen, Wochen, Auszeichnungen, Anmerkungen) | Höchstplatzierung, Gesamtwochen, AuszeichnungChartplatzierungen (Jahr, Titel, Musiklabel, Platzierungen, Wochen, Auszeichnungen, Anmerkungen) | Anmerkungen                                                   |
| Jahr | Titel Musiklabel                                                                | DE | AT | CH | UK | US | Anmerkungen                                                   |
| ---- | ------------------------------------------------------------------------------- | --- | --- | --- | --- | --- | ------------------------------------------------------------- |
| 1998 | Home for Christmas auch bekannt als: The Meaning of Christmas RCA Records (BMG) | — | — | — | — | US7 ×2Doppelplatin · (40 Wo.)US | Erstveröffentlichung: 10. November 1998 Verkäufe: + 2.200.000 |

## Singles

### Als Leadmusiker
| Jahr | Titel Album                                                  | Höchstplatzierung, Gesamtwochen, AuszeichnungChartplatzierungen (Jahr, Titel, Album, Platzierungen, Wochen, Auszeichnungen, Anmerkungen) | Höchstplatzierung, Gesamtwochen, AuszeichnungChartplatzierungen (Jahr, Titel, Album, Platzierungen, Wochen, Auszeichnungen, Anmerkungen) | Höchstplatzierung, Gesamtwochen, AuszeichnungChartplatzierungen (Jahr, Titel, Album, Platzierungen, Wochen, Auszeichnungen, Anmerkungen) | Höchstplatzierung, Gesamtwochen, AuszeichnungChartplatzierungen (Jahr, Titel, Album, Platzierungen, Wochen, Auszeichnungen, Anmerkungen) | Höchstplatzierung, Gesamtwochen, AuszeichnungChartplatzierungen (Jahr, Titel, Album, Platzierungen, Wochen, Auszeichnungen, Anmerkungen) | Anmerkungen                                                                      |
| Jahr | Titel Album                                                  | DE | AT | CH | UK | US | Anmerkungen                                                                      |
| ---- | ------------------------------------------------------------ | --- | --- | --- | --- | --- | -------------------------------------------------------------------------------- |
| 1996 | I Want You Back *NSYNC                                       | DE10 Gold · (20 Wo.)DE | AT11 (13 Wo.)AT | CH5 (21 Wo.)CH | UK5 Silber · (13 Wo.)UK | US13 Gold · (24 Wo.)US | Erstveröffentlichung: 4. Oktober 1996 Verkäufe: + 1.125.000                      |
| 1997 | Tearin’ Up My Heart *NSYNC                                   | DE4 (17 Wo.)DE | AT4 (12 Wo.)AT | CH6 (16 Wo.)CH | UK9 Silber · (12 Wo.)UK | US59 (1 Wo.)US | Erstveröffentlichung: 10. Februar 1997 Verkäufe: + 280.000                       |
| 1997 | Here We Go *NSYNC                                            | DE8 (12 Wo.)DE | AT8 (7 Wo.)AT | CH5 (9 Wo.)CH | — | — | Erstveröffentlichung: 5. Mai 1997                                                |
| 1997 | For the Girl Who Has Everything *NSYNC                       | DE32 (23 Wo.)DE | AT32 (1 Wo.)AT | CH22 (9 Wo.)CH | — | — | Erstveröffentlichung: 18. August 1997                                            |
| 1997 | Together Again *NSYNC                                        | DE27 (11 Wo.)DE | — | — | — | — | Erstveröffentlichung: 3. November 1997                                           |
| 1998 | U Drive Me Crazy The Winter Album                            | DE30 (10 Wo.)DE | — | CH29 (5 Wo.)CH | — | — | Erstveröffentlichung: 28. September 1998                                         |
| 1998 | (God Must Have Spent) A Little More Time on You *NSYNC       | — | — | — | — | US8 (22 Wo.)US | Erstveröffentlichung: 27. Oktober 1998                                           |
| 1998 | Merry Christmas, Happy Holidays Home for Christmas           | DE57 (6 Wo.)DE | AT74 (2 Wo.)AT | CH85 (4 Wo.)CH | — | — | Erstveröffentlichung: 24. November 1998 Verkäufe: + 80.000                       |
| 1999 | Thinking of You (I Drive Myself Crazy) *NSYNC                | DE71 (8 Wo.)DE | — | — | — | US67 (12 Wo.)US | Erstveröffentlichung: 15. Februar 1999                                           |
| 1999 | Music of My Heart Music of the Heart (O.S.T) • Greatest Hits | — | — | — | UK34 (3 Wo.)UK | US2 Gold · (20 Wo.)US | Erstveröffentlichung: 28. September 1999 Verkäufe: + 500.000; mit Gloria Estefan |
| 2000 | Bye Bye Bye No Strings Attached                              | DE4 Gold · (24 Wo.)DE | AT12 (18 Wo.)AT | CH7 (35 Wo.)CH | UK3 ×2Doppelplatin · (26 Wo.)UK | US4 ×5Fünffachplatin · (24 Wo.)US | Erstveröffentlichung: 11. Januar 2000 Verkäufe: + 7.405.000                      |
| 2000 | I’ll Never Stop No Strings Attached                          | DE23 (9 Wo.)DE | — | CH31 (13 Wo.)CH | UK13 (6 Wo.)UK | — | Erstveröffentlichung: 30. Mai 2000                                               |
| 2000 | It’s Gonna Be Me No Strings Attached                         | DE37 (9 Wo.)DE | AT40 (2 Wo.)AT | CH39 (12 Wo.)CH | UK9 Silber · (12 Wo.)UK | US1 ×3Dreifachplatin · (25 Wo.)US | Erstveröffentlichung: 12. Juni 2000 Verkäufe: + 3.370.000                        |
| 2000 | This I Promise You No Strings Attached                       | DE37 (9 Wo.)DE | — | CH40 (15 Wo.)CH | UK21 (10 Wo.)UK | US5 Platin · (26 Wo.)US | Erstveröffentlichung: 25. November 2000 Verkäufe: + 1.085.000                    |
| 2001 | Pop Celebrity                                                | DE30 (7 Wo.)DE | AT49 (7 Wo.)AT | CH40 (9 Wo.)CH | UK9 (9 Wo.)UK | US19 (15 Wo.)US | Erstveröffentlichung: 15. Mai 2001 Verkäufe: + 45.000                            |
| 2001 | Gone Celebrity                                               | DE62 (3 Wo.)DE | — | CH85 (2 Wo.)CH | UK24 (4 Wo.)UK | US11 (24 Wo.)US | Erstveröffentlichung: 24. Oktober 2001                                           |
| 2002 | Girlfriend (The Neptunes Remix) Celebrity (Special Edition)  | DE6 (12 Wo.)DE | AT43 (12 Wo.)AT | CH23 (12 Wo.)CH | UK2 Gold · (12 Wo.)UK | US5 (20 Wo.)US | Erstveröffentlichung: 26. Februar 2002 Verkäufe: + 440.000; feat. Nelly          |
| 2023 | Better Place Trolls Band Together (O.S.T.)                   | — | — | — | — | US25 (6 Wo.)US | Erstveröffentlichung: 29. September 2023 Verkäufe: + 40.000                      |

### Als Gastmusiker
| Jahr | Titel Album                                                     | Höchstplatzierung, Gesamtwochen, AuszeichnungChartplatzierungen (Jahr, Titel, Album, Platzierungen, Wochen, Auszeichnungen, Anmerkungen) | Höchstplatzierung, Gesamtwochen, AuszeichnungChartplatzierungen (Jahr, Titel, Album, Platzierungen, Wochen, Auszeichnungen, Anmerkungen) | Höchstplatzierung, Gesamtwochen, AuszeichnungChartplatzierungen (Jahr, Titel, Album, Platzierungen, Wochen, Auszeichnungen, Anmerkungen) | Höchstplatzierung, Gesamtwochen, AuszeichnungChartplatzierungen (Jahr, Titel, Album, Platzierungen, Wochen, Auszeichnungen, Anmerkungen) | Höchstplatzierung, Gesamtwochen, AuszeichnungChartplatzierungen (Jahr, Titel, Album, Platzierungen, Wochen, Auszeichnungen, Anmerkungen) | Anmerkungen                                                                                      |
| Jahr | Titel Album                                                     | DE | AT | CH | UK | US | Anmerkungen                                                                                      |
| ---- | --------------------------------------------------------------- | --- | --- | --- | --- | --- | ------------------------------------------------------------------------------------------------ |
| 1997 | Children Need a Helping Hand Charity ’97 – Stars for Kids       | DE25 (15 Wo.)DE | AT20 (10 Wo.)AT | CH8 (10 Wo.)CH | — | — | Erstveröffentlichung: 23. Mai 1997 mit Hand in Hand for Children e.V.                            |
| 1998 | Let the Music Heal Your Soul Bravo Hits 21                      | DE6 (12 Wo.)DE | AT22 (8 Wo.)AT | CH5 (14 Wo.)CH | UK36 (3 Wo.)UK | US60 (4 Wo.)US | Erstveröffentlichung: 17. Mai 1998 mit den Bravo All Stars                                       |
| 1998 | Children of the World Charity ’98 – Stars on Stage              | DE65 (5 Wo.)DE | — | — | — | — | Erstveröffentlichung: 23. November 1998 mit Hand in Hand for Children e.V.                       |
| 1998 | Happy Birthday –                                                | — | — | — | — | — | Erstveröffentlichung: 14. Dezember 1998 mit Birthday Allstars                                    |
| 1999 | God Must Have Spent a Little More Time on You Twentieth Century | — | — | — | — | US29 (20 Wo.)US | Erstveröffentlichung: 26. April 1999 Alabama featuring *NSYNC                                    |
| 2001 | I Believe In You My Name Is Joe                                 | — | — | — | — | — | Erstveröffentlichung: 2001 Joe feat. *NSYNC                                                      |
| 2001 | What’s Going On                                                 | DE35 (9 Wo.)DE | AT51 (8 Wo.)AT | CH16 (11 Wo.)CH | UK6 (17 Wo.)UK | US27 (18 Wo.)US | Erstveröffentlichung: 30. Oktober 2001 mit Artists Against AIDS Worldwide; Original: Marvin Gaye |

## Videoalben und Musikvideos

### Videoalben
| Jahr | Titel Musiklabel                                     | Höchstplatzierung, Gesamtwochen, AuszeichnungChartplatzierungen (Jahr, Titel, Musiklabel, Platzierungen, Wochen, Auszeichnungen, Anmerkungen) | Höchstplatzierung, Gesamtwochen, AuszeichnungChartplatzierungen (Jahr, Titel, Musiklabel, Platzierungen, Wochen, Auszeichnungen, Anmerkungen) | Höchstplatzierung, Gesamtwochen, AuszeichnungChartplatzierungen (Jahr, Titel, Musiklabel, Platzierungen, Wochen, Auszeichnungen, Anmerkungen) | Höchstplatzierung, Gesamtwochen, AuszeichnungChartplatzierungen (Jahr, Titel, Musiklabel, Platzierungen, Wochen, Auszeichnungen, Anmerkungen) | Höchstplatzierung, Gesamtwochen, AuszeichnungChartplatzierungen (Jahr, Titel, Musiklabel, Platzierungen, Wochen, Auszeichnungen, Anmerkungen) | Anmerkungen                                                 |
| Jahr | Titel Musiklabel                                     | DE | AT | CH | UK | US | Anmerkungen                                                 |
| ---- | ---------------------------------------------------- | --- | --- | --- | --- | --- | ----------------------------------------------------------- |
| 1999 | ’N the Mix RCA Records (BMG)                         | — | — | — | — | US— ×6SechsfachplatinUS | Erstveröffentlichung: 10. November 1999 Verkäufe: + 600.000 |
| 2000 | Live from Madison Square Garden Jive Records (Zomba) | — | — | — | UK23 (10 Wo.)UK | US— ×4VierfachplatinUS | Erstveröffentlichung: 21. November 2000 Verkäufe: + 400.000 |
| 2001 | Making the Tour Jive Records (Zomba)                 | — | — | — | UK8 (4 Wo.)UK | US— PlatinUS | Erstveröffentlichung: 9. Juli 2001 Verkäufe: + 100.000      |
| 2002 | PopOdyssey Live Jive Records (Zomba)                 | — | — | — | UK10 (4 Wo.)UK | US— PlatinUS | Erstveröffentlichung: 23. April 2002 Verkäufe: + 100.000    |
| 2003 | Most Requested Hit Videos Jive Records (Zomba)       | — | — | — | — | — | Erstveröffentlichung: 10. Februar 2003                      |

### Musikvideos
| Jahr | Titel                                           | Regie                                                                               |
| ---- | ----------------------------------------------- | ----------------------------------------------------------------------------------- |
| 1996 | I Want You Back                                 | Alan Calzatti, Jeff Clark (Version 1996) Douglas Biro, Jesse Vaughan (Version 1998) |
| 1997 | Tearin’ Up My Heart                             | Stefan Ruzowitzky                                                                   |
| 1997 | Here We Go                                      | Stefan Ruzowitzky                                                                   |
| 1997 | For the Girl Who Has Everything                 |                                                                                     |
| 1997 | Together Again                                  |                                                                                     |
| 1998 | Let the Music Heal Your Soul                    |                                                                                     |
| 1998 | U Drive Me Crazy                                | Lionel C. Martin                                                                    |
| 1998 | (God Must Have Spent) A Little More Time on You | Lionel C. Martin                                                                    |
| 1998 | Merry Christmas, Happy Holidays                 | Lionel C. Martin                                                                    |
| 1999 | Thinking of You (I Drive Myself Crazy)          | Tim Story                                                                           |
| 1999 | Music of My Heart                               | Nigel Dick                                                                          |
| 2000 | Bye Bye Bye                                     | Wayne Isham                                                                         |
| 2000 | It’s Gonna Be Me                                | Wayne Isham                                                                         |
| 2000 | I’ll Never Stop                                 |                                                                                     |
| 2000 | This I Promise You / Yo te voy a amar           | Dave Meyers                                                                         |
| 2001 | I Believe in You                                |                                                                                     |
| 2001 | Pop                                             | Wayne Isham                                                                         |
| 2001 | Gone / Te has ido                               | Herb Ritts                                                                          |
| 2001 | What’s Going On                                 | Malik Hassan Sayeed, Jake Scott                                                     |
| 2002 | Girlfriend (The Neptunes Remix)                 | Marc Klasfeld                                                                       |

## Sonderveröffentlichungen
| Jahr | Titel Album                                                     | Anmerkungen                                               |
| ---- | --------------------------------------------------------------- | --------------------------------------------------------- |
| 1999 | Bring It All to Me (Remix) Blaque                               | Erstveröffentlichung: 1. Juni 1999 Blaque feat. *NSYNC    |
| 1999 | God Must Have Spent a Little More Time on You Twentieth Century | Erstveröffentlichung: 15. Juni 1999 Alabama feat. *NSYNC  |
| 2000 | I Believe In You My Name Is Joe                                 | Erstveröffentlichung: 17. April 2000 Joe feat. *NSYNC     |
| 2024 | Paradise Everything I Thought It Was                            | Erstveröffentlichung: 15. März 2024 bei Justin Timberlake |

| Jahr | Titel Album                                               | Anmerkungen                                                                                      |
| ---- | --------------------------------------------------------- | ------------------------------------------------------------------------------------------------ |
| 1997 | Children Need a Helping Hand Charity ’97 – Stars for Kids | Erstveröffentlichung: 2. Juni 1997 mit Hand in Hand for Children e.V.                            |
| 1998 | Children of the World Charity ’98 – Stars on Stage        | Erstveröffentlichung: 1998 mit Hand in Hand for Children e.V.                                    |
| 1998 | Let the Music Heal Your Soul Bravo Hits 21                | Erstveröffentlichung: 27. Mai 1998 mit den Bravo All Stars                                       |
| 2001 | What’s Going On                                           | Erstveröffentlichung: 30. Oktober 2001 mit Artists Against AIDS Worldwide; Original: Marvin Gaye |
| 2002 | When You Wish upon a Star Disneymania                     | Erstveröffentlichung: 17. September 2002 Original: Cliff Edwards                                 |

| Jahr | Titel Soundtrack zu                                                 | Anmerkungen                                                          |
| ---- | ------------------------------------------------------------------- | -------------------------------------------------------------------- |
| 1999 | Trashin’ the Camp Tarzan                                            | Erstveröffentlichung: 18. Mai 1999 mit Phil Collins                  |
| 1999 | Music of My Heart Music of the Heart                                | Erstveröffentlichung: 14. September 1999 mit Gloria Estefan          |
| 1999 | If Only in Heaven’s Eyes Light It Up                                | Erstveröffentlichung: 9. November 1999                               |
| 1999 | Somewhere, Someday Pokémon – Der Film                               | Erstveröffentlichung: 9. November 1999                               |
| 2000 | You Don’t Have to Be Alone Der Grinch                               | Erstveröffentlichung: 7. November 2000                               |
| 2001 | Falling On the Line                                                 | Erstveröffentlichung: 16. Oktober 2001                               |
| 2001 | On the Line                                                         | Erstveröffentlichung: 16. Oktober 2001 mit den On The Line All-Stars |
| 2001 | That Girl (Will Never Be Mine) On the Line                          | Erstveröffentlichung: 16. Oktober 2001                               |
| 2001 | Pop (Deep Dish Cha-Ching Remix) Jimmy Neutron – Der mutige Erfinder | Erstveröffentlichung: 20. November 2001                              |
| 2002 | Feel the Love Longshot                                              | Erstveröffentlichung: 5. März 2002                                   |
| 2023 | Better Place Trolls Band Together                                   | Erstveröffentlichung: 15. September 2023                             |
| 2024 | Bye Bye Bye Deadpool & Wolverine                                    | Erstveröffentlichung: 24. Juli 2024                                  |

## Statistik

### Chartauswertung
|                     | DE    | AT    | CH    | UK    | US    |
| ------------------- | ----- | ----- | ----- | ----- | ----- |
| Nummer-eins-Alben   | DE1DE | AT—AT | CH—CH | UK—UK | US2US |
| Top-10-Alben        | DE3DE | AT1AT | CH2CH | UK—UK | US4US |
| Alben in den Charts | DE4DE | AT3AT | CH3CH | UK4UK | US6US |

|                       | DE     | AT     | CH     | UK     | US     |
| --------------------- | ------ | ------ | ------ | ------ | ------ |
| Nummer-eins-Singles   | DE—DE  | AT—AT  | CH—CH  | UK—UK  | US1US  |
| Top-10-Singles        | DE6DE  | AT2AT  | CH6CH  | UK7UK  | US6US  |
| Singles in den Charts | DE19DE | AT12AT | CH16CH | UK12UK | US15US |

|                          | DE    | AT    | CH    | UK    | US    |
| ------------------------ | ----- | ----- | ----- | ----- | ----- |
| Nummer-eins-Videoalben   | DE—DE | AT—AT | CH—CH | UK—UK | US—US |
| Top-10-Videoalben        | DE—DE | AT—AT | CH—CH | UK2UK | US—US |
| Videoalben in den Charts | DE—DE | AT—AT | CH—CH | UK3UK | US—US |

### Auszeichnungen für Musikverkäufe
| Land/RegionAuszeichnungen für Musikverkäufe (Land/Region, Auszeichnungen, Verkäufe, Quellen) | Silber     | Gold       | Platin       | Diamant     | Verkäufe   | Quellen                   |
| -------------------------------------------------------------------------------------------- | ---------- | ---------- | ------------ | ----------- | ---------- | ------------------------- |
| Argentinien (CAPIF)                                                                          | —          | —          | Platin1      | —           | 60.000     | Einzelnachweise           |
| Australien (ARIA)                                                                            | —          | 4× Gold4   | 9× Platin9   | —           | 770.000    | aria.com.au               |
| Brasilien (PMB)                                                                              | —          | 2× Gold2   | —            | —           | 150.000    | pro-musicabr.org.br       |
| Dänemark (IFPI)                                                                              | —          | 2× Gold2   | Platin1      | —           | 30.000     | ifpi.dk                   |
| Deutschland (BVMI)                                                                           | —          | 4× Gold4   | —            | —           | 900.000    | musikindustrie.de         |
| Griechenland (IFPI)                                                                          | —          | Gold1      | —            | —           | 10.000     | Einzelnachweise           |
| Italien (FIMI)                                                                               | —          | Gold1      | —            | —           | 50.000     | fimi.it                   |
| Japan (RIAJ)                                                                                 | —          | 2× Gold2   | —            | —           | 200.000    | riaj.or.jp                |
| Kanada (MC)                                                                                  | —          | 2× Gold2   | 18× Platin18 | Diamant1    | 2.740.000  | musiccanada.com           |
| Malaysia (RIM)                                                                               | —          | —          | —            | —           | 50.000     | Einzelnachweise           |
| Mexiko (AMPROFON)                                                                            | —          | Gold1      | —            | —           | 75.000     | amprofon.com.mx           |
| Neuseeland (RMNZ)                                                                            | —          | 2× Gold2   | 3× Platin3   | —           | 85.000     | aotearoamusiccharts.co.nz |
| Niederlande (NVPI)                                                                           | —          | 2× Gold2   | —            | —           | 80.000     | nvpi.nl                   |
| Österreich (IFPI)                                                                            | —          | Gold1      | —            | —           | 25.000     | ifpi.at                   |
| Polen (ZPAV)                                                                                 | —          | Gold1      | —            | —           | 50.000     | olis.pl                   |
| Portugal (AFP)                                                                               | Silber1    | Gold1      | —            | —           | 15.000     | Einzelnachweise           |
| Schweden (IFPI)                                                                              | —          | Gold1      | Platin1      | —           | 45.000     | sverigetopplistan.se      |
| Schweiz (IFPI)                                                                               | —          | Gold1      | —            | —           | 25.000     | hitparade.ch              |
| Spanien (Promusicae)                                                                         | —          | 2× Gold2   | —            | —           | 80.000     | elportaldemusica.es       |
| Südafrika (RISA)                                                                             | —          | —          | 2× Platin2   | —           | 100.000    | mi2n.com                  |
| Vereinigte Staaten (RIAA)                                                                    | —          | 2× Gold2   | 30× Platin30 | 2× Diamant2 | 40.200.000 | riaa.com                  |
| Vereinigtes Königreich (BPI)                                                                 | 5× Silber5 | 4× Gold4   | 2× Platin2   | —           | 2.726.000  | bpi.co.uk                 |
| Insgesamt                                                                                    | 6× Silber6 | 36× Gold36 | 67× Platin67 | 3× Diamant3 |            |                           |